# Болонья (ткань)
Болонья (от названия итальянского города Болонья, из которого происходит эта ткань) — синтетическая ткань, предназначенная для производства плащей, курток и другой водонепроницаемой одежды.

## Описание
Ткань «болонья» тёмно-синего оттенка попала в СССР из Италии в 1962 году. Первоначально она производилась на Наро-Фоминском шёлковом комбинате, где переняли итальянский опыт её изготовления. В сложенном виде плащ места не занимал вовсе. Цены астрономические: от 60 до 80 рублей - в СССР тогдашняя половина стандартной зарплаты - 120-140 рублей в месяц.
«Болонья» представляет собой капрон или нейлон, покрытый полиакрилатами и силиконами. Покрытие водонепроницаемое, из 2-4 слоёв, нанесённых на внутреннюю сторону основы. Первый из слоёв обеспечивает водонепроницаемость, для его нанесения применяется вещество с большой вязкостью — раствор полимера и сополимера акриловой кислоты в этилацетате с добавками полиизоцианата и белой сажи. Следующий слой состоит из того же вещества, но менее вязкого, предназначен для повышения привлекательности ткани. На более дорогие изделия для улучшения качества наносят третий и четвёртый слои, последний содержит металлическую пудру различных оттенков. После нанесения этих слоёв изделие с обеих сторон подвергается обработке силиконом, обладающим водоотталкивающим действием.
Как и сам капрон, «болонья» не подвергается влиянию кислот, щелочей, бактерий. Она более чем в два раза легче хлопчатобумажной ткани и более прочная. В то же время, полимерные плёнки на капроне «болоньи» растворяются уайт-спиритом и другими органическими растворителями. «Болонья» не пропускает не только воду, но и воздух, ей вредят прямые солнечные лучи.

## В массовой культуре
Упоминание о болонье как о дефицитном дорогом материале встречается у В. С. Высоцкого в песне «Диалог у телевизора» (1973): «…Мои друзья хоть не в болонии, зато не тащат из семьи, а гадость пьют из экономии, хоть по утру да на свои…» и А. Я. Розенбаума в песне «На улице Марата» : «…Хрустят плащи болонии — доставки загранплаванья…»

## Интересные факты
В те времена в Италии эти плащи были спецодеждой дворников. У нас они считались атрибутом достатка. В 1966-67 году при переходе на новую форму в них одели московскую/советскую милицию.